# HNLMS O 14
Le HNLMS O 14 ou Hr.Ms. O 14 (Pennant number: N14/P14) est un sous-marin de la classe O 12 de la Koninklijke Marine qui a servi pendant la Seconde Guerre mondiale.
Il a été construit par la Koninklijke Maatschappij De Schelde de Flessingue et est l'un des nombreux navires néerlandais à avoir servi dans des convois pendant la guerre civile espagnole.
Juste avant le début de la Seconde Guerre mondiale, le O 14 se trouve à Curaçao. Comme il n'était pas nécessaire, du côté allié, d'y stationner un sous-marin néerlandais, le O 14 rentre en Europe. Basé en Angleterre, il patrouille au large des côtes norvégiennes avec le convoi HX 79, et est mis hors service en 1943 faute de moteurs de rechange.

## Histoire

### Avant la Seconde Guerre mondiale

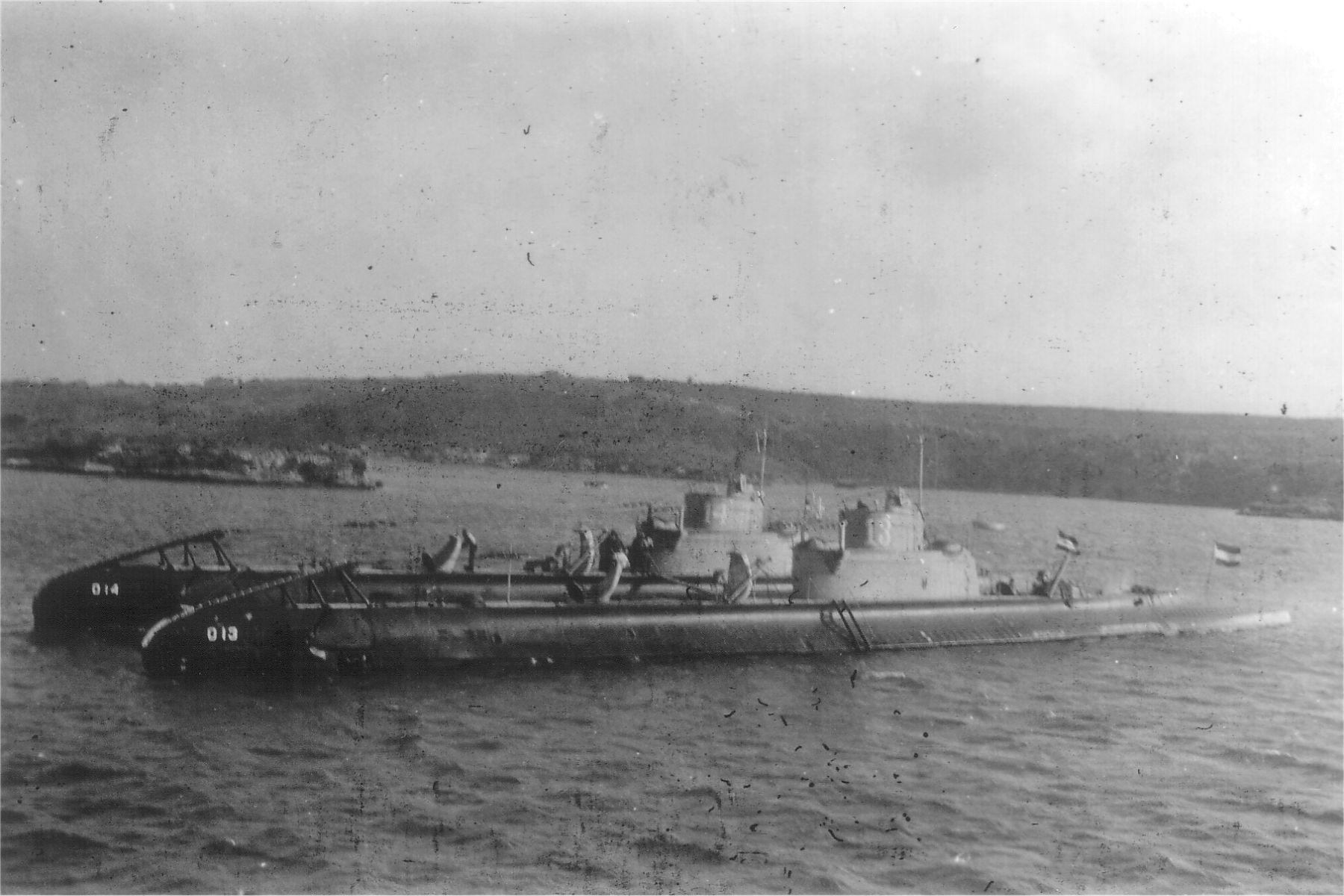
Le O 13 et le O 14 dans le Schottegat à Curaçao, fin juillet 1939.

Juste après son entrée en service, le O 14 reçoit la visite du duc Henri de Mecklembourg-Schwerin et du ministre de la défense à l'occasion du 25e anniversaire du service de sous-marins de la marine royale néerlandaise (en néerlandais: Onderzeedienst). En 1937, le O 14 se rend à Curaçao dans les Petites Antilles (Caraïbes) avec son navire-jumeau (sister ship) O 12, puis en 1939, cette fois avec son navire-jumeau O 13.

### Pendant la Seconde Guerre mondiale
Lors de l'invasion allemande des Pays-Bas en 1940, le O 14 est toujours stationné à Curaçao avec le navire-jumeau O 15, où tous deux sont en maintenance.
Les consultations entre les marines néerlandaise et britannique ont abouti à la décision de déplacer les O 14 et O 15 en Europe, car il n'y avait pas besoin de sous-marins néerlandais dans les Caraïbes. Les deux navires se sont rendus en Angleterre via Kingston, aux Bermudes, et Halifax. Le O 14 subit des réparations sur son armement au chantier naval de Halifax. Comme il manquait d'eau distillée pour les batteries du navire, le O 14 ne put rejoindre le convoi HX 78, mais dut attendre jusqu'en octobre 1940, pour le convoi HX 79. Le 19 octobre, un Wolfpack de U-Boote allemands (en français : meute de loups), suivant la tactique militaire d'attaque en masse Rudeltaktik, attaque le convoi, qui coule 12 des 45 navires et en endommagea un autre. Le O 14 est également attaqué, mais les trois torpilles tirées sur le sous-marin manquent leur cible.
Le 22 octobre 1940, le O 14 arrive à Rothesay en Écosse, et avec le O 9 et O 10, est utilisé comme navire cible pendant les tests avec le système de sonar ASDIC. À partir du 22 décembre 1940, le O 14 est stationné à Dundee, où la maintenance est effectuée et les batteries remplacées. Jusqu'en août 1941,le O 14 sert de nouveau de navire cible pour les tests ASDIC à Scapa Flow.
Du 8 août 1940 à janvier 1941, le O 14 patrouille le long des côtes norvégiennes sans pouvoir attaquer aucun navire ennemi. En janvier 1942, le O 14 participe à l'opération Kitbag, où il est placé à 15 milles nautiques (28 km) au large des côtes norvégiennes et utilisé comme balise radio pour les destroyers en route vers le fjord de Hell, en Norvège. Fin janvier et début février, le O 14 participe à la recherche infructueuse du cuirassé allemand Tirpitz. Par la suite, le O 14 est utilisé comme navire cible pour des exercices de lutte anti-sous-marine à Scapa Flow, puis a effectué trois autres patrouilles au large des côtes norvégiennes, toujours sans attaquer de navire ennemi.
Après ces dernières patrouilles, il y a eu des problèmes avec les moteurs diesel. Vu le manque de pièces, la gravité des problèmes et l'âge du O 14, il a été décidé de mettre le sous-marin hors service. Des pièces sont utilisées pour la réparation du navire-jumeau O 15. L'équipage néerlandais est alors stationné sur un sous-marin prêté par la Royal Navy (marine britannique), le HMS Sturgeon, qui est renommé Zeehond.

## Commandants
- Luitenant ter zee 1e klasse (Lt.Cdr.) Herman Tichelman du 13 février 1939 au 26 mars 1941
- Luitenant ter zee 1e klasse (Lt.Cdr.) Gerrit Quint du 26 mars 1941 au 16 février 1942
- Luitenant ter zee 1e klasse (Lt.Cdr.) Hendrikus Abraham Waldemar Goossens du 16 février 1942 au 26 juin 1943

## Palmarès
Le HNLMS O 14 n'a ni coulé, ni endommagé de navire ennemi pendant son service actif.

## Galerie

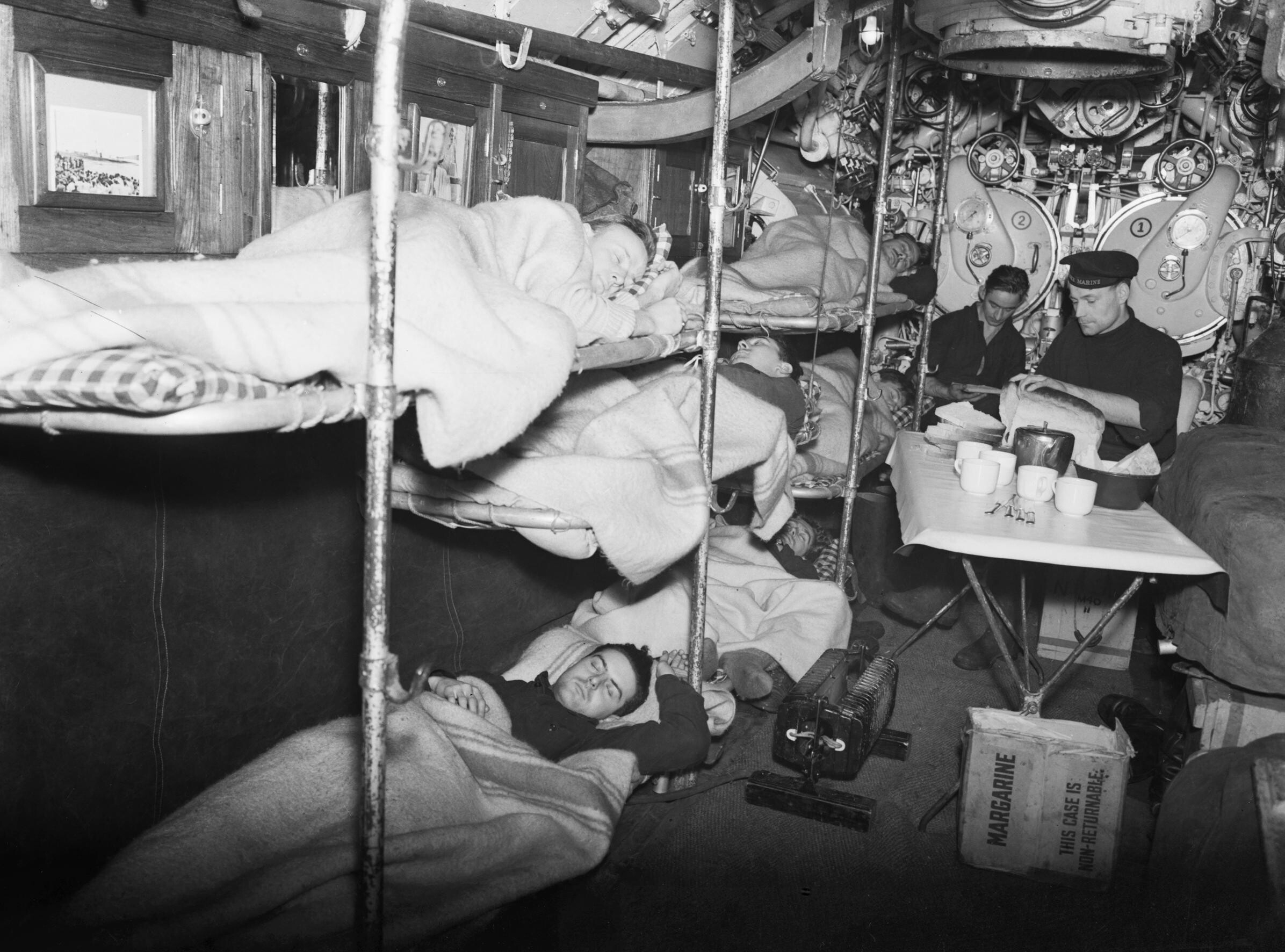
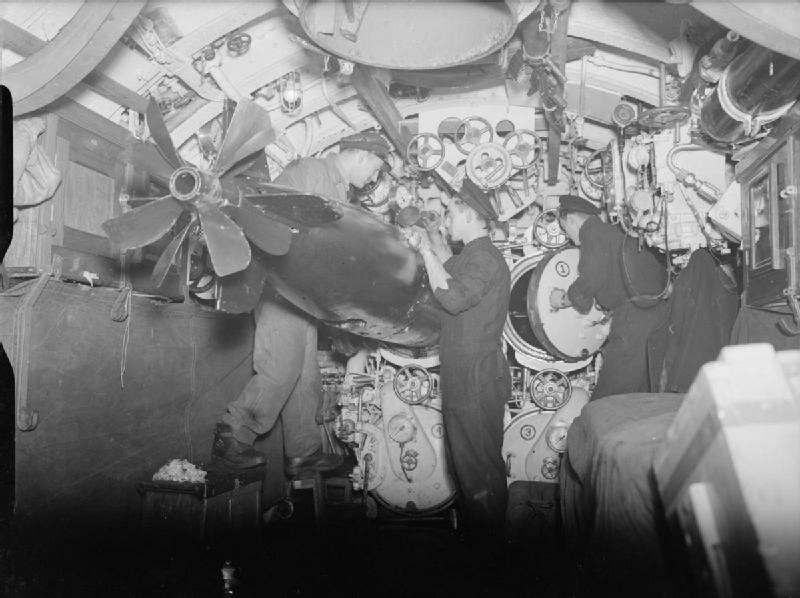
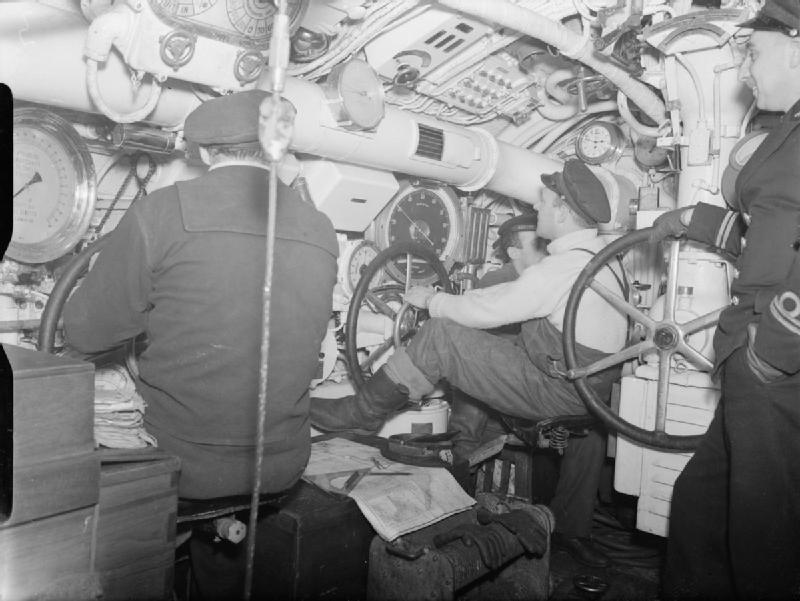
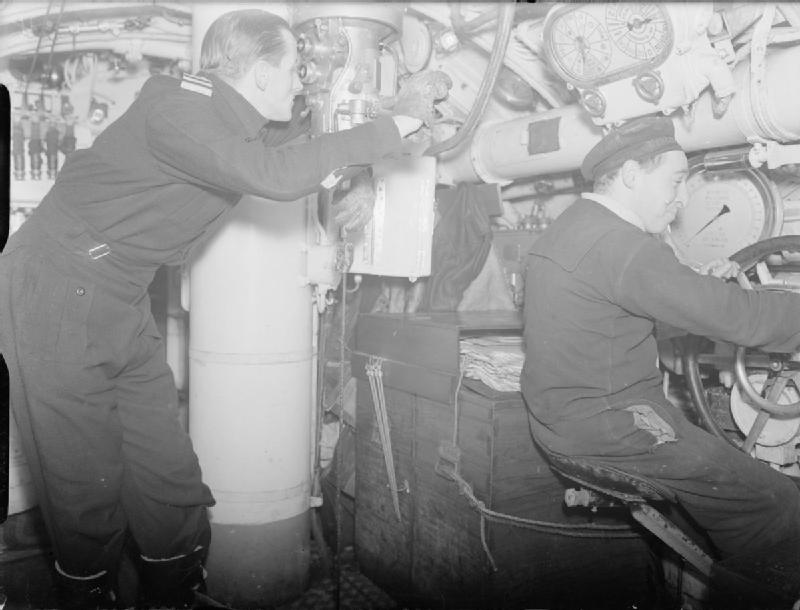